# Adeline Gouénon
Nanzie Adeline Gouénon (née le 20 octobre 1994) est une athlète ivoirienne, spécialiste du sprint.

## Carrière
Aux Championnats d'Afrique d'athlétisme 2012, elle est médaillée de bronze du relais 4 × 100 mètres. En 2014, elle remporte aux Championnats d'Afrique la médaille d'argent du relais 4 × 100 mètres. Elle est médaillée de bronze de ce relais aux Jeux africains de 2015.
Adeline Gouénon est médaillée d'or du relais 4 × 100 mètres aux  Jeux de la Francophonie 2017. Elle est médaillée d'argent du relais 4 × 100 mètres aux Championnats d'Afrique d'athlétisme 2018.

## Palmarès
| Date | Compétition             | Lieu        | Résultat | Épreuve   | Temps   |
| ---- | ----------------------- | ----------- | -------- | --------- | ------- |
| 2012 | Championnats d'Afrique  | Porto Novo  | 3e       | 4 x 100 m | 45 s 29 |
| 2014 | Championnats d'Afrique  | Marrakech   | 8e       | 100 m     | 11 s 86 |
| 2014 | Championnats d'Afrique  | Marrakech   | 2e       | 4 x 100 m | 43 s 99 |
| 2015 | Jeux africains          | Brazzaville | 3e       | 100 m     | 11 s 49 |
| 2015 | Jeux africains          | Brazzaville | 3e       | 4 x 100 m | 43 s 98 |
| 2016 | Championnats d'Afrique  | Durban      | 3e       | 4 x 100 m | 44 s 29 |
| 2017 | Jeux de la Francophonie | Abidjan     | 1re      | 4 x 100 m | 44 s 22 |
| 2018 | Championnats d'Afrique  | Asaba       | 2e       | 4 x 100 m | 44 s 40 |